# Crispin Tickell
Crispin Charles Cervantès Tickell (25 août 1930 - 25 janvier 2022) est un diplomate, écologiste et universitaire britannique.

## Jeunesse
Tickell est le fils de l'écrivain Jerrard Tickell (en) et de Renée Haynes (une arrière-petite-fille de Thomas Henry Huxley). Il fait ses études à la Westminster School où il est un King's Scholar, et à la Christ Church, à Oxford, où il obtient son diplôme en 1952 avec les honneurs de première classe en histoire moderne. Il fait son service national dans les Coldstream Guards en tant que sous-lieutenant de 1952 à 1954.

## Carrière diplomatique
Tickell rejoint le service diplomatique britannique en 1954, servant au Foreign Office Main Building à Londres jusqu'en 1955. Il est chargé de veiller sur le Territoire antarctique britannique ; l'expérience acquise peut avoir jeté les bases d'intérêts à long terme pour l'environnement. Il est ensuite affecté à l'ambassade britannique à La Haye (1955-1958) ; Mexico (1958–61) ; Londres (1961–64); Paris (1964-1970); et secrétaire privé de divers chanceliers du Duché de Lancastre (1970-1972) lors des négociations pour l'entrée du Royaume-Uni dans la Communauté européenne. Il est ensuite chef de cabinet du président de la Commission européenne (1977-1980), ambassadeur britannique au Mexique (1981-1983), secrétaire permanent de l'Overseas Development Administration (aujourd'hui Département du Développement international) (1984-1987), et Ambassadeur britannique aux Nations unies et représentant permanent au Conseil de sécurité des Nations unies (1987-1990).
Il est nommé dans l'Ordre royal de Victoria en 1958, puis anobli en tant que KCVO en 1983 sur le yacht royal Britannia, pour marquer la conclusion de la visite officielle d'Élisabeth II au Mexique. Il est nommé GCMG pour son travail à l'ONU en 1988.

## Carrière académique
Tickell est président de la Royal Geographical Society de 1990 à 1993 et directeur du Green College d'Oxford, entre 1990 et 1997, où il nomme George Monbiot et Norman Myers comme chercheurs invités. Green College fusionne avec Templeton College en 2008 pour devenir Green Templeton College, situé dans ce qui était auparavant Green College.
Il est président de la Marine Biological Association de 1990 à 2001.
De 1996 à août 2006, il est chancelier de l'Université du Kent remplacé par Sir Robert Worcester. Il est directeur du Policy Foresight Program  de la James Martin 21st Century School  de l'Université d'Oxford (anciennement le Green College Center for Environmental Policy and Understanding) et président émérite du Climate Institute, à Washington DC. Il a de nombreux centres d' intérêts, notamment le changement climatique, les problèmes de population, la conservation de la biodiversité et l'histoire ancienne de la Terre.
Margaret Thatcher crédite Tickell de l'avoir persuadée de faire un discours sur le changement climatique mondial à la Royal Society en septembre 1988 (bien que le discours ait été écrit par Thatcher et George Guise) . Il préside le panel gouvernemental de John Major sur le développement durable (1994–2000) et est membre de deux groupes de travail gouvernementaux sous le Parti travailliste : un sur la régénération urbaine, présidé par Sir Richard Rogers (1998–99), et un sur les objets géocroiseurs potentiellement dangereux (2000).
Il est membre honoraire du St Edmund's College de Cambridge .

## Impact public
Homme aux fortes convictions environnementales, il est décrit comme ayant été influent en Grande-Bretagne, même si son message environnemental n'a pas toujours été entendu aussi facilement à l'étranger, notamment aux États-Unis. Son livre de 1977 Climatic Change and World Affairs affirme qu'un contrôle international obligatoire de la pollution serait éventuellement nécessaire. Malgré sa formation non scientifique, il est internationalement respecté pour sa maîtrise des questions de politique scientifique. Il est récipiendaire, entre 1990 et 2006, de 23 doctorats honorifiques.
Il est président de l'organisation caritative britannique Tree Aid  qui permet aux communautés des zones arides d'Afrique de lutter contre la pauvreté et de devenir autonomes, tout en améliorant l'environnement. Il est également un mécène de l'organisation caritative Population Matters (anciennement connue sous le nom d'Optimum Population Trust)  et déclare à l'émission Today de la BBC Radio 4 que la population idéale pour la Grande-Bretagne pourrait être d'environ 20 millions . 

## Vie personnelle et mort
Sir Crispin vit dans une grange reconvertie dans les Cotswolds . Il épouse Chloe Gunn en 1954 mais le mariage est dissous en 1976. Il a deux fils et une fille de ce mariage. Il s'intéresse à la climatologie, la paléohistoire, l'art précolombien et les montagnes . Il est le père d'Oliver Tickell, ancien rédacteur en chef de l'Ecologist.
Crispin Tickell est décédé d'une pneumonie le 25 janvier 2022, à l'âge de 91 ans.

## Ouvrages
- Climate Change and World Affairs, avec une préface de Solly Zuckerman (1977, deuxième édition 1986, Harvard International Affairs Committee). deuxième édition disponible en ligne dans son intégralité
- Mary Anning de Lyme Regis, avec une préface de John Fowles (1996, 1998 et 2003).